# 토라카
토라카(이탈리아어: Torraca)는 이탈리아 캄파니아주 살레르노도에 있는 코무네이다.